# L'horror de Dunwich
 L'horror de Dunwich (títol original en anglès: The Dunwich Horror) és una pel·lícula estatunidenca dirigida per Daniel Haller, estrenada el 1970. Ha estat doblada al català.

## Argument
El bruixot Whateley (Sam Jaffe) ajuda la seva filla Lavinia a parir el nen que ha concebut amb Yog-Sothoth. El 1970, el nen, Wilbur Whateley (Dean Stockwell) ha crescut. Sedueix l'ajudanta del bibliotecari (el doctor Armitage interpretat per Ed Begley) de la universitat Miskatonic, Nancy Wagner (Sandra Dee). Li permet consultar el Necronomicon, després marxa amb ell a Dunwich. Al casal familiar, la droga amb LSD. Somia amb una orgia mística.
Hom s'assabenta que dos nens van néixer de la unió de Lavinia i Yog-Sothoth i que Wilbur és el més humà dels dos. Desitja reproduir l'experiència del seu avi bruixot oferint Nancy al seu pare. Porta Nancy a un cercle de megàlits i invoca Yog-Sothoth. Elizabeth (Donna Baccala), una amiga de Nancy, entra al casal a la seva recerca. Descobreix el germà bessó demoníac de Wilbur, una massa tentacular. El monstre ataca i despulla Elizabeth, la resta es desenvolupa fora de camp. El vell Whateley és llavors pres de remordiment i vol impedir al seu net realitzar el ritual que havia fet tanmateix amb la seva pròpia filla (ara internada en un hospital psiquiàtric). Fracassa i mor. La cerimònia és tanmateix impossible sense el galimaties. Wilbur torna a Arkham. Penetra a la biblioteca i roba el Necronomicon . De tornada a les pedres aixecades, reprèn el ritual. El seu germà s'escapa del casal i sembra el terror en el camí que el condueix al cercle de pedres. Vol també participar en la cerimònia. Armitage intervé. Utilitza el Necronomicon  per vèncer el monstre i tornar Yog-Sothoth d'on ve. Wilbur és cremat viu. Tanmateix, Nancy està embarassada.

## Repartiment
- Sandra Dee: Nancy Wagner
- Dean Stockwell: Wilbur Whateley
- Ed Begley: Doctor Henry Armitage
- Lloyd Bochner: Doctor Cory
- Sam Jaffe: Vell Whateley
- Joanne Moore Jordan: Lavinia Whateley
- Donna Baccala: Elizabeth Hamilton
- Talia Shire: Infermera Cora
- Michael Fox: Doctor Raskin
- Jason Wingreen: Xèrif Harrison
- Barboura Morris: Sra. Cole
- Beach Dickerson: Mr Cole

## Al voltant de la pel·lícula
- El rodatge s'ha desenvolupat a Mendocino, Califòrnia.
- Keir Dullea i David Carradine havien estat candidats per al paper principal.
- Es tracta del primer guió de Curtis Hanson, que guanyarà més tard l'Oscar al millor guió adaptat amb L. A. Confidential (1997).
- En competició en el Festival internacional de cinema fantàstic d'Avoriaz 1973.